# Мики Мадън
Майкъл Мадън (на английски: Michael 'Mickey' Madden) е американски музикант.
Роден е в Остин, Тексас, САЩ на 13 май 1979 г. Най-известен е като басист на рок групата „Маруун Файв“.
Мадън започва да свири в прогимназията и заедно с приятелите си Джеси Кармайкъл (пиано, клавирни) и Адам Ливайн (вокал, китара) започват като „гаражна група“. Заедно с Райън Дюсик (барабани) основава групата Kara's Flowers през 1994 г.